# 墨田区立両国小学校
墨田区立両国小学校（すみだくりつ りょうごくしょうがっこう）は、東京都墨田区両国4丁目にある公立小学校。

## 沿革
- 1872年（明治5年） - 両国回向院の民屋を借り受け、戸枝一氏により本校の前身となる幼育社を起こす。
- 1875年（明治8年）10月13日 - 本校創立の学舎誕生する[1]。
- 1905年（明治38年）6月25日 - 相生尋常小学校として再発足。
- 1908年（明治41年）5月21日 - 江東小学校と相生尋常小学校を併合し、相生尋常小学校と呼称。
- 1914年（大正3年）3月31日 - 相生（あいおい）尋常小学校と改称。
- 1923年（大正12年）
  - 9月1日 - 12時頃に発生した関東大震災により、校舎が全壊・焼失。
  - 12月8日 - 仮校舎建築着工。
- 1924年（大正13年）
  - 4月22日 - 仮校舎建築完工。
  - 10月2日 - 本校舎建築着工。
- 1927年（昭和2年）1月1日 - 本校舎建築竣工。
- 1928年（昭和3年）
  - 3月23日 - 本校舎落成祝賀会挙行。
  - 11月7日 - プール完成。
- 1941年（昭和16年）4月1日 - 国民学校令により、東京府東京市江東国民学校と改称。
- 1943年（昭和18年）7月1日 - 東京市と東京府が統合した東京都発足（東京都制施行）により、東京都江東国民学校と改称。
- 1944年（昭和19年）8月 - 戦局の悪化により、千葉県に学童集団疎開する（8ヵ所）。
- 1945年（昭和20年）
  - 3月9日 - 東京大空襲により校舎内部が焼ける（廃校）。
  - 5月25日 - 岩手県に学童疎開する。
  - 8月15日 - 終戦を迎える。残留の学童は、緑小学校で勉強する。
- 1946年（昭和21年）3月15日 - 集団疎開学童が帰京し、緑・中和小学校で学習する。
- 1950年（昭和25年）
  - 4月1日 - 東京都墨田区立江東小学校として復興する。
  - 7月31日 - 緑小学校より一部児童を引き取る。
- 1951年（昭和26年）
  - 3月1日 - 東京都墨田区立両国小学校と改称。
  - 6月25日 - 緑小学校より残り全児童を引き取る。
- 1952年（昭和27年）4月5日 - 中和小学校より残り全児童を引き取る。
- 1972年（昭和47年）6月20日 - 校舎改築についての請願（2回目）。
- 1973年（昭和48年）
  - 7月13日 - 第一期改築工事（取り壊し作業付帯工事）開始。
  - 8月7日 - 取り壊し作業開始する（9月11日終了）。
  - 10月27日 - 第一期校舎改築地鎮祭を行う。
- 1974年（昭和49年）
  - 5月1日 - 第二期工事計画に着手。
  - 8月3日 - 第二期工事取り壊し作業開始。
  - 8月30日 - 第一期改築校舎引き渡し。
  - 11月12日 - 開校100周年記念式典の期日を「昭和50年11月18日」と決定。
  - 11月28日 - 開校100百周年校舎落成記念協賛会の設立。
- 1976年（昭和51年）7月8日 - プール完成引き渡し。
- 1981年（昭和56年）6月 - プール内装工事実施。
- 1986年（昭和61年）12月27日 - 第1回両国小学校吹奏楽団演奏会開催（両国公会堂）。
- 1987年（昭和62年）8月 - 校庭改修（アスモル舗装）。
- 1989年（平成元年）8月 - 体育館床改修。
- 1990年（平成2年）8月 - 体育館外壁塗装改修。
- 1993年（平成5年）3月 - 会議室改修。
- 1994年（平成6年）8月 - 校舎外壁塗装（校庭側）。
- 1995年（平成7年）
  - 1月 - プール・ピロティー下外壁塗装。
- 1996年（平成8年）8月11日 - 体育館床改修。
- 1997年（平成9年）4月1日 - 給食改善事業に伴うランチルームの設置。
- 2000年（平成12年）
  - 3月 - コンピューター教室完成。
  - 8月 - 校庭改修。
- 2001年（平成13年）6月 - 第1回学校運営連絡協議会開催。防犯諸設備設置。
- 2003年（平成15年）6月 - プール改修工事完了。
- 2004年（平成16年）7月1日 - 普通教室全室にエアコン設置。
- 2009年（平成21年）9月 - 体育館耐震工事完了。
- 2015年（平成27年）7月 - トイレ改修工事。
- 2020年（令和2年）
  - 3月2日 - 新型コロナウイルス感染防止拡大による臨時休業開始。
  - 6月1日 - 分散登校による学校再開。
  - 12月 - 体育館空調設置。校舎北側・東側塗装。
- 2021年（令和3年）8月 - 体育館及び保健室張替、校舎南側・西側塗装、屋上フェンス等改修、給食室空調設置。
- 2022年（令和4年）8月 - 屋上変電設備取替。

## 通学区域
- 両国1丁目・両国2丁目・両国3丁目・両国4丁目・千歳1丁目・千歳2丁目・千歳3丁目[3]

## 進学先中学校
- 墨田区立両国中学校[3]

## 学校周辺
- 芥川龍之介文学碑 - 同一敷地内
- 尺振八（せきしんばち）の共立学舎跡 - 同一敷地内
- 墨田区立両国公園 - 墨田区道をはさんで、敷地が隣接。
  - 勝海舟生誕の地記念碑
- 株式会社俊英館両国すきっぷ保育園（東京都認可保育園） - 進級前保育園のひとつ
- 吉良邸正門跡
- 吉良邸跡（本所松坂町公園）
- 墨田両国三丁目郵便局
- 吉良邸裏門跡
- 江東義塾跡
- ヤマト運輸両国4丁目営業所
- 国道14号線
- 警視庁本所警察署両国交番
- JR東日本総武線両国駅
- 両国回向院
- 首都高速道路小松川線
- このほか、中小規模のマンション・アパートが点在しているほか、国道14号線やJR両国駅も近いため、商業施設や飲食店及びコンビニエンスストアや学習塾なども点在する。また、両国国技館も近い事から、出羽海部屋などの相撲部屋も点在するほか、勝海舟生誕の地記念碑や吉良邸関係以外の歴史的重要施設も点在する。

## 交通アクセス
- JR東日本総武線両国駅から、徒歩4分。
- 都営地下鉄大江戸線両国駅から、徒歩7分。
- 都営バス
  - 「墨38」・「両28」・「錦27」の各系統で、「両国4丁目」バス停下車後、徒歩2分。
  - 「門33」系統で、「緑1丁目」バス停下車後、徒歩3分。